# آل محيمودسودف (القطن)

تعديل مصدري - تعديل

ال محيمودسودف هي إحدى قرى عزلة وادي سر بمديرية القطن التابعة لمحافظة حضرموت، بلغ تعداد سكانها 5 نسمة حسب تعداد اليمن لعام 2004.